# Mechanisierte Division 4

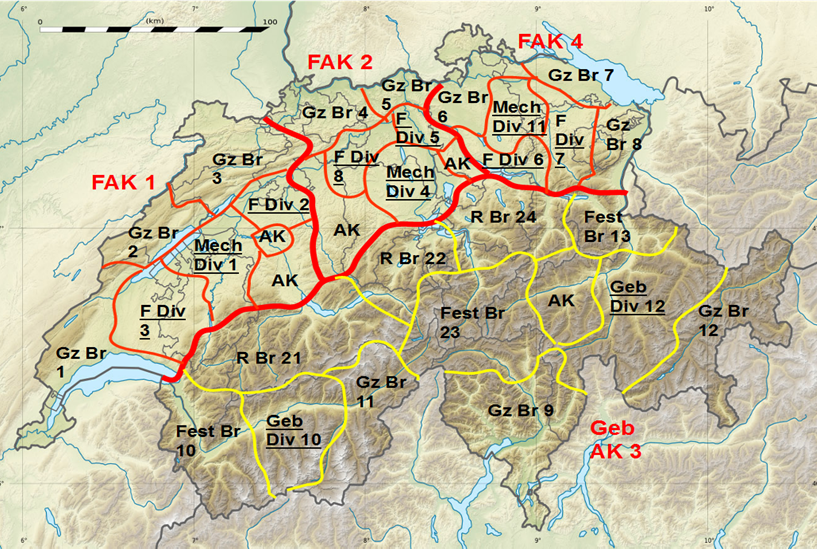
Feldarmeekorps 2 (FAK 2) und Mechanisierte Division 4 im Grunddispositiv ZEUS von 1992

Die Mechanisierte Division 4 (Mech Div 4) war als 4. Division ein traditionsreicher Nordwestschweizer Verband des Schweizer Milizheeres mit dem Hauptharst der Truppen aus dem Kanton Solothurn. Sie wurde 1875 aufgrund der neuen Truppenordnung gebildet, 1962 zur Mech Div 4 umstrukturiert, 1994 aufgelöst und durch die Panzerbrigade 4 ersetzt.

## Vorgeschichte
Im Zuge des sogenannten Napoleonhandels zwischen der Schweiz und Frankreich wurden die eidgenössischen Truppen 1838 mobilisiert: Der Auftrag der 4. Division war, eine Verteidigungsstellung beim Jurapass Col de Pierre Pertuis zu beziehen. Im Sonderbundskrieg nahm die 4. Division mit 16'000 Mann unter Oberst Ziegler auf der Seite der eidgenössischen Truppen teil.
Mit der Bundesverfassung von 1848 wurde damit begonnen, die kantonalen Truppen zu einem nationalen Heer zusammenzufassen. Mit der Totalrevision der Bundesverfassung von 1874 wurden die gesetzlichen Grundlagen für Aufbau, Ausrüstung, Ausbildung und Führung einer einheitlichen Armee sowie die Heeresklassen Auszug (20. bis 32. Altersjahr) und Landwehr (33 bis 44) geschaffen, die alle zwei Jahre einen Wiederholungskurs zu leisten hatten.
Mit der Truppenordnung von 1911 wurden die bisherigen acht Divisionen auf sechs reduziert, wodurch die 5. Division bis 1936 zur 4. Division wurde und aus drei Brigaden mit je zwei Infanterieregimentern, der Artilleriebrigade 4 und über 24'000 Milizsoldaten bestand. Die Bataillone aus Solothurn kamen zur 2. Division und wurden durch Luzerner und Zuger Bataillone ersetzt.

## Erster Weltkrieg
Am Tag nach der Mobilmachung im Ersten Weltkrieg vom 3. August 1914 rückte die 4. Division unter ihrem Kommandanten Wilhelm Schmid (1913–1918) ein, um den Grenzabschnitt westlich von Basel bis Burg-Rämel zu sichern. Später war die Division Armeereserve im Kanton Bern. Insgesamt leistete die Division sechs Aktivdienste von zwei bis sechs Monaten Dauer im Jura und Laufental, pro Wehrmann 400 bis 600 Diensttage. Während des Landesstreiks 1918 mussten Truppenteile Ordnungsdienste in den bestreikten Städten Aarau, Baden, Brugg, Basel und Zürich leisten.
Der Kriegsbestand der 4. Division (inklusive Gebirgsbrigade 12) betrug laut «Ordre de Bataille» von 1917: 949 Offiziere, 24'470 Unteroffiziere und Soldaten, 5855 Pferde, 18'031 Gewehre, 126 Maschinengewehre, 287 Säbel, 56 Geschütze.
Mit der Truppenordnung von 1936 (TO 36) wurde aus der 4. wieder die 5. Division. Die Solothurner Bataillone kehrten von der 2. in die 4. Division zurück.

Oberstdivisionär Wilhelm Schmid, Kommandant 4. Division
Stab der 4. Division
Feldartillerie, Wangen an der Aare
Wachthaus, Damvant/Pruntrut

## Zweiter Weltkrieg
Nach der Mobilmachung im Zweiten Weltkrieg im September 1939 bezog die dem 2. Armeekorps unterstellte 4. Division unter ihrem Kommandanten Emil Scherz mit rund 20'000 Mann hinter der Grenzbrigade 4 den Raum von Stein AG bis zur Abschnittsgrenze der Division Gempen bei Liestal in der Limmatstellung zwischen der 3. Division (rechts, östlich) und der Division Gempen (links, westlich). Die Hauptverteidigungslinie wurde nach dem Geniechef der 4. Division «Pestalozzi-Linie» genannt.
Aufgrund des Operationsbefehls Nr. 13 vom 24. Mai 1941 wurden die restlichen Divisionen 2, 4, 5, die bisher in der vorgeschobenen Stellung eingesetzt waren, bis Juli/August 1941 in den Zentralraum des Reduit verlegt. Nach der Verschiebung der 4. Division ins Reduit im Mai 1941 hatte die verstärkte Grenzbrigade 4 den Raum zwischen der Grenze (Stein bei Säckingen und Klösterli bei Kleinlützel) und dem Mittelland zu verteidigen.
Dem 2. Armeekorps, das den grössten Teil der nördlichen Abwehrfront des 3. Armeekorps übernommen hatte, wurden nebst der verbleibenden Luzerner 8. Division die 4. und 5. Division unterstellt. Der 4. Division unter Emil Scherz wurde der Reduitabschnitt zwischen Stillaub/Finsterwald und Stansstad/Bürgenstock mit dem Auftrag zugewiesen, gegnerische Bereitstellungen am nördlichen Vierwaldstättersee und am Südrand von Luzern und Kriens zu zerschlagen.

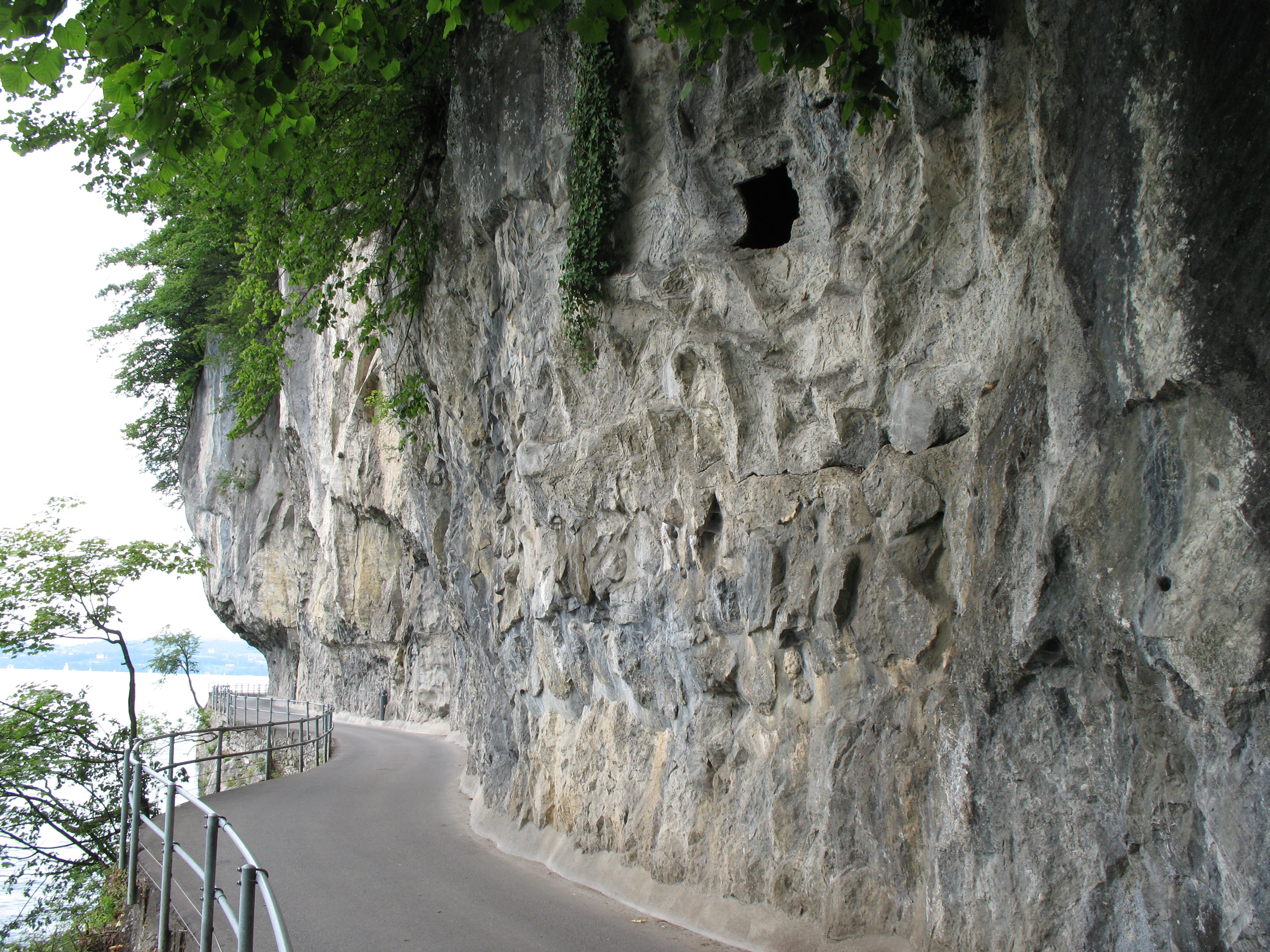
Festung Fürigen, 4. Division
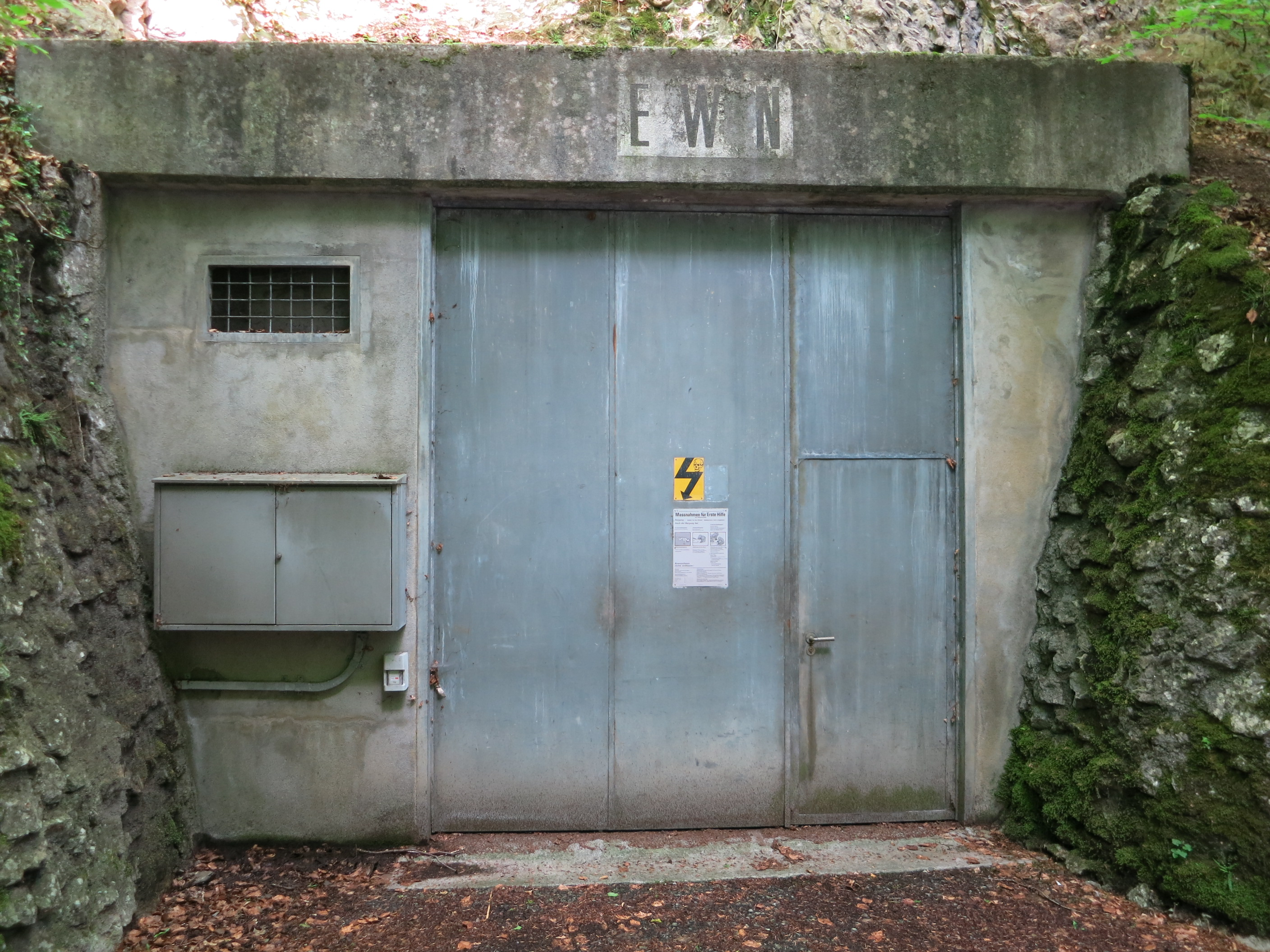
Artilleriewerk Kilchlidossen: Eingang
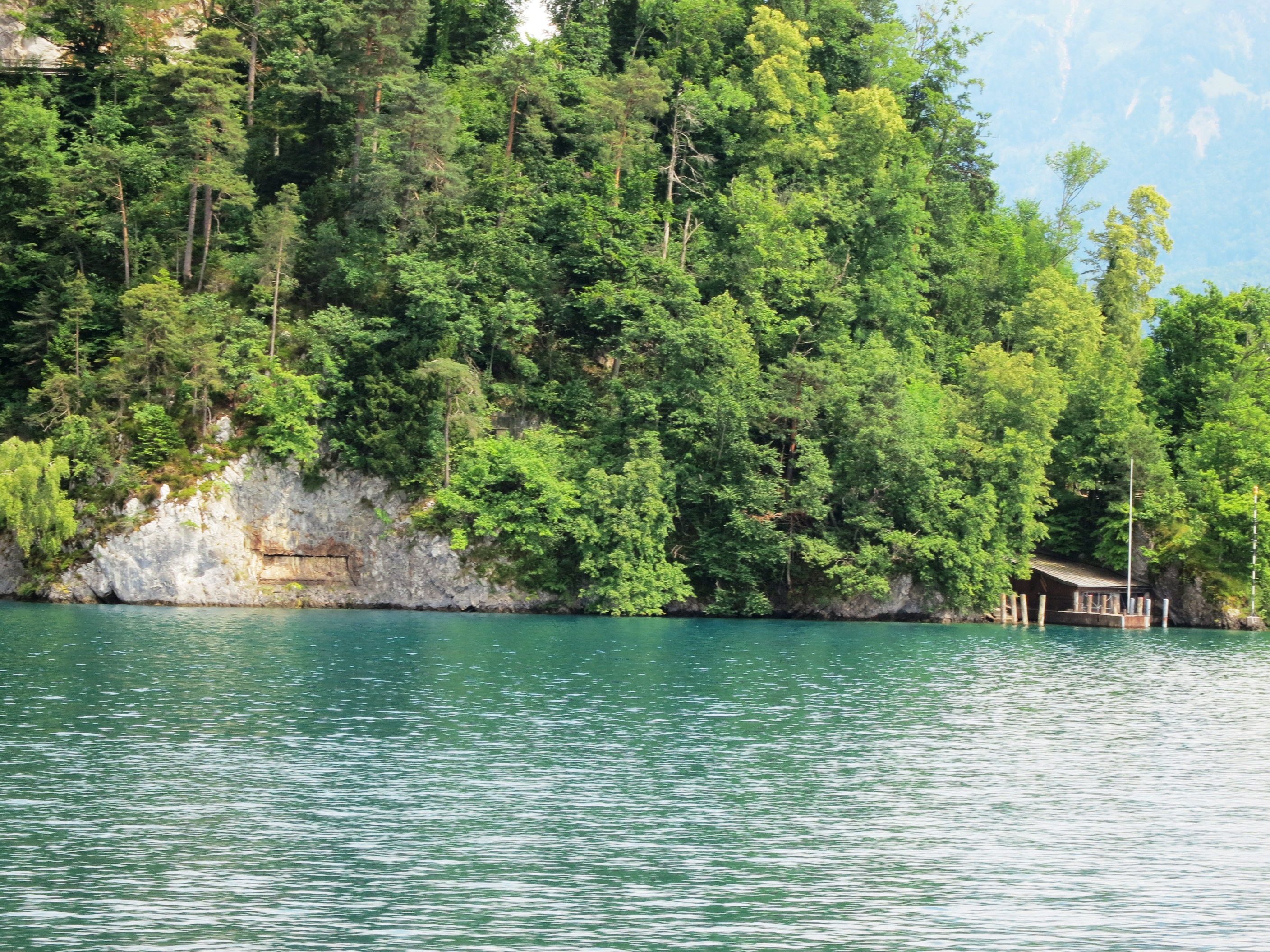
Seesperre Nas: Artilleriewerk Ober Nas
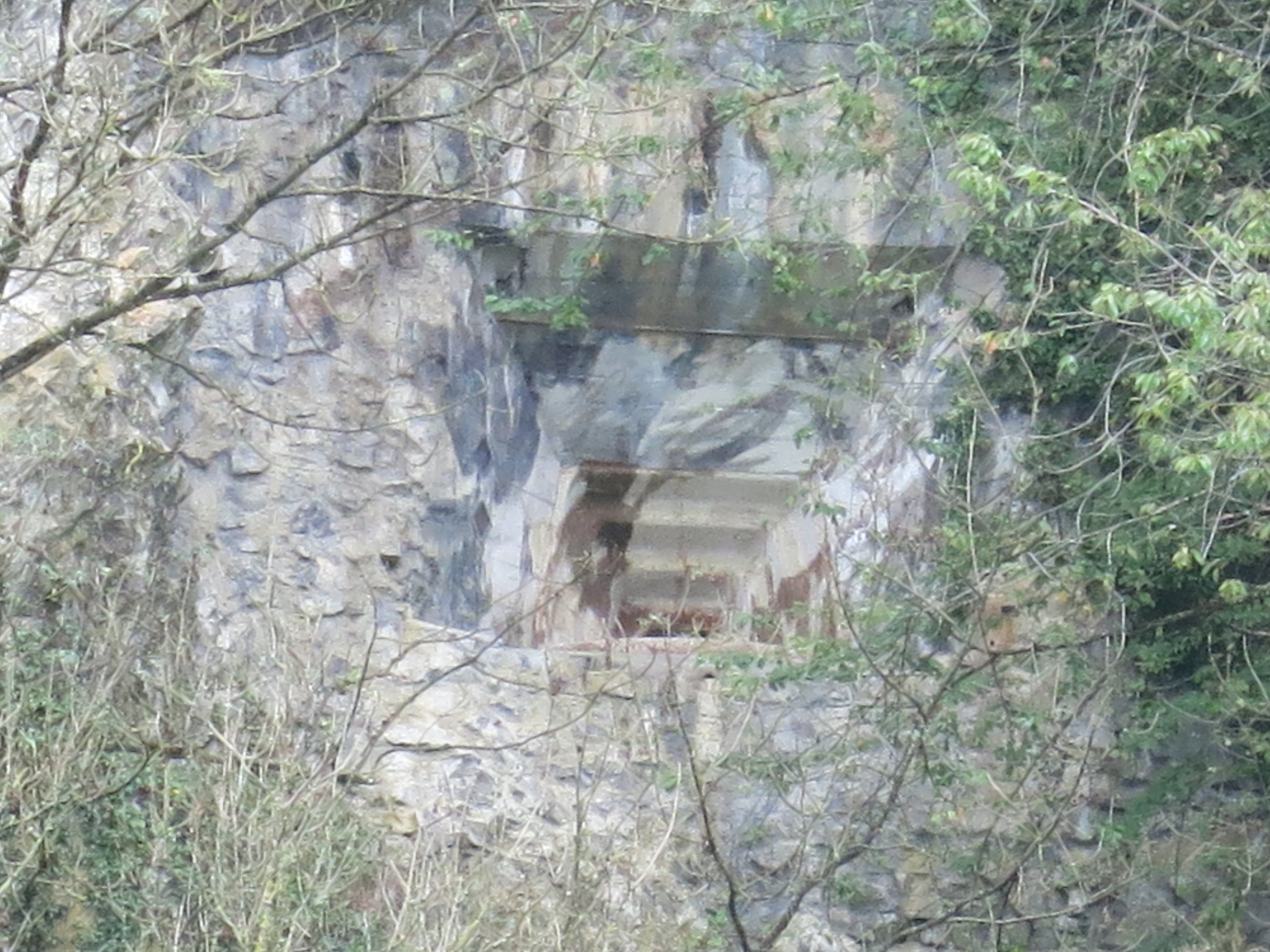
Mueterschwanderberg: Haubitzenscharte 01 Blattiberg Ost

## Kalter Krieg
Auf der Grundlage der Truppenordnung 1961 (TO 61) wurde die Reform Armee 61 in die Wege geleitet. Das Ziel war, der Bedrohungslage des Kalten Krieges mit der Erhöhung der Feuerkraft und der Beweglichkeit der Erdtruppen sowie einer modernen Luftverteidigung Rechnung zu tragen. Die Geländeverstärkungen im Grenzraum (Neutralitätsschutz) wurde ausgebaut und eine neue Versorgungsorganisation sollte die Durchhaltefähigkeit erhöhen.
Die drei Korps der Feldarmee wurden 1961 in Feldarmeekorps (FAK 1, 2, 3) umbenannt und einheitlich strukturiert. Den Feldarmeekorps und dem Gebirgsarmeekorps (Geb AK 3) wurden feste Verantwortungsräume (Grunddispositiv ZEUS 1992) zugeordnet.
Die Mech Div 4 mit dem Motorisierten Infanterieregiment 11 (Mot Inf Rgt 11), den Panzerregimentern 2 und 8 (Pz Rgt 2, 8), sowie dem Artillerieregiment 4 (Art Rgt 4) war im Dispositiv des FAK 2 «das bewegliche Element». Für die Kampfform Abwehr hatten die gepanzerten Verbände Gegenschläge gegen Feindkräfte zu führen. Die Panzerregimenter der Mech Div 4 wurden mit dem Schweizer Panzer 61 ausgerüstet und ab 1987 als erste auf den Kampfpanzer 87 «Leopard» umgeschult.
In ihrem Einsatzraum befanden sich die Sperrstellen 
- Adliswil
- Bubenei
- Marbach
- Sihlbrugg
- Solothurn
- Trubschachen
- Walterswil/Baar
- Wolhusen Infanteriewerke Ost und West
- Zürichseeufer[5]

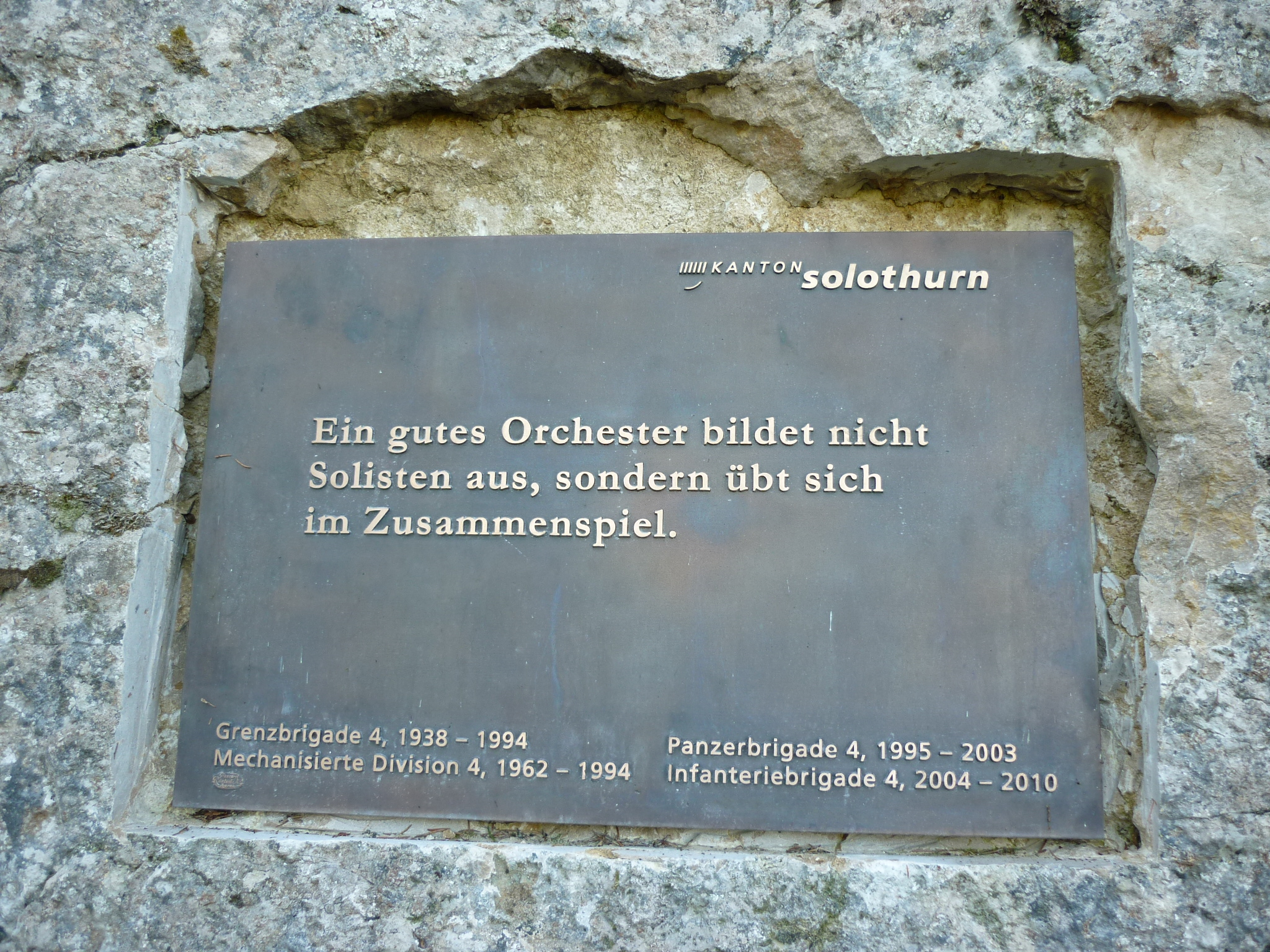
Passwang: Aufgehobene 4-er Armeeverbände

Mit der Armee 95 wurden die Mechanisierten Divisionen aufgehoben und die Panzerkräfte in den Panzerbrigaden zusammengefasst. Aus den Panzerkräften der Mech Div 4 wurde die Panzerbrigade 4 neu gebildet: Panzerbataillone 13 und 20 mit Kampfpanzer 87 Leopard, mechanisiertes Bataillon 4, Panzerhaubitzenabteilung 10, leichte Flab Lenkwaffenabteilung 4 und  Geniebataillon 4.
Mit der Armee XXI wurde die Panzerbrigaden von fünf auf zwei reduziert und die Panzerbrigaden 2, 3 und 4 aufgelöst.

### Benennung der Mech Div 4 im Lauf der Geschichte
- 1875–1911: IV. Armeedivision
- 1911–1936: 4. Division (Bataillone der 5. Division)
- 1936–1961: 4. Division, Grenzdivision 4
- 1962–1994: Mech Div 4